# Søren Olesen
Søren Olesen (27. september 1891 i Giver – 29. august 1973 i Hjørring) var dansk politiker og højskolemand. 
Olesen var medlem af Horne-Asdal sogneråd 1929-1943 og 1950-1954 og af Folketinget for Danmarks Retsforbund 1945-1947 og 1953-1960. Han var indenrigsminister i Trekantregeringen 1957-1960.
Olesen var uddannet lærer fra Nørre Nissum Seminarium i 1913. 
Fra 1916-1919 var Olesen lærer ved Horne Højskole og fra 1919-1929 højskolens forstander. Fra 1929 til sin udnævnelse til Indenrigsminister i 1957 var han lærer og viceskoleinspektør i Hirtshals. 
Sammen med Retsforbundets frontfigurer Viggo Starcke og Oluf Pedersen blev den relativt ukendte vendelbo udnævnt til minister i H.C. Hansens Trekantsregering i 1957. Hans væsentligste fingeraftryk på dansk politik blev nedsættelsen af den kommunallovskommission i 1958, der senere førte til kommunalreformen i 1970.
Da Retsforbundet gled ud af folketinget ved valget i 1960 trak Olesen sig tilbage fra politik.